# بانک ملی تجاری روسیه
بانک ملی تجاری روسیه (روسی: Российский национальный коммерческий банк) بانکی است که بیشتر در شبه‌جزیره کریمه فعالیت می‌کند. این بانک تا سال ۲۰۱۵ بیش از ۲۰۰ شعبه دارد که آن را به گسترده‌ترین بانک در کریمه تبدیل می‌کند.
بانک ملی تجاری روسیه در سیمفروپول مستقر است و متعلق به آژانس فدرال مدیریت اموال دولتی است. این بانک توسط آژانس رتبه‌بندی ACRA روسیه رتبه A را دریافت کرد.
این شرکت که در اصل یکی از شرکت‌های تابعه وی‌تی‌بی بانک بود، هفته‌ها پس از الحاق کریمه به فدراسیون روسیه توسط دولت کریمه خریداری شد. در حالی که این بانک هیچ ارتباط رسمی با گروه وی‌تی‌بی بانک ندارد، تأسیس آن به عنوان یک نهاد جداگانه به عنوان راهی برای دور زدن تحریم‌های جهانی در طول جنگ روسیه -اوکراین تلقی می‌شود.
این بانک شعبه‌های متعددی از بانک‌ها را که پس از الحاق کریمه به روسیه معلق مانده بودند، در اختیار گرفت و در نتیجه آن را به بزرگترین شبکه بانکی در کریمه تبدیل کرد.
این بانک تا آوریل ۲۰۱۷ بیش از یک میلیون کارت پرداخت میر صادر کرده‌است. شرکت‌های بزرگی مانند ویزا کارت و مسترکارت از صدور کارت برای بانک‌هایی که در کریمه حضور دارند منع شده‌اند.
به گفته ودوموستی، در اوت ۲۰۱۷، شرکت نرم‌افزاری فیناسترا از فروش رابط سوئیفت خود به بانک خودداری کرد و عملاً آن را از سوئیفت قطع کرد.

## تحریم‌ها
به دلیل دخالت روسیه در اوکراین و الحاق کریمه به فدراسیون روسیه، بانک ملی تجاری روسیه توسط اتحادیه اروپا از ۳۰ ژوئیه ۲۰۱۴، لیختن‌اشتاین از ۳۱ ژوئیه ۲۰۱۴، کانادا از ۶ اوت ۲۰۱۴، سوئیس از ۲۷ اوت ۲۰۱۴، استرالیا از ۲ سپتامبر ۲۰۱۴ و ایالات متحده از ۱۱ مارس ۲۰۱۵ تحت تحریم قرار گرفته‌است.